# Leontinești, Bacău
Leontinești este un sat în comuna Ardeoani din județul Bacău, Moldova, România.

## Atracții turistice
Există urme de vestigii aparținând culturii Cucuteni (Băsești, Florești, Leontinești, Marginea, Scorțeni) dar și culturii Monteoru (Ardeoani, Moinești, Florești), dar și urmele unor așezări neolitice.